# 下条信正
下条 信正（しもじょう のぶまさ、天文21年（1552年） - 天正10年3月22日（1582年4月14日））は、戦国時代の武将。甲斐武田氏の家臣。
天文21年（1552年）、武田氏の家臣の下条信氏の長男として生まれる。生母は武田信玄の妹と言われているが、異説として下条氏の重臣の糟谷氏の娘とも伝えられている（『下条記』）。天正10年（1582年）2月、織田信長による甲州征伐が始まると信濃吉岡城の守備を務めたが、叔父の下条氏長が織田の武将の河尻秀隆や森長可と内通して裏切ったために落城し、父や弟の頼安・嫡男の牛千世丸と共に三河黒瀬に落ち延びた。
武田氏滅亡後の同年3月22日、父に先立って病死した。享年32。
子の牛千世丸は下条康長と名を改め徳川家康に仕えた。
天正13年（1585年）、第一次上田合戦で徳川方として陣中にあった下条氏は、陣小屋で火事騒ぎを起こしてしまい、謀叛の嫌疑がかけられた。幼少の下条康長に代わり家臣が抗弁したが、家来の佐々木氏が逃亡し無実を訴えた為、下条康長は家臣に連れられ、他国へ逃れ下条氏は歴史から姿を消した。
天正13年（1585年）12月12日付で、徳川家康が康長(牛千代)に対し、美濃恵那郡落合村を苗木遠山氏の遠山久兵衛に、そして美濃恵那郡上村を明知遠山氏の遠山勘左衛門へ引き渡すよう書状を送り命じている。